# Sonderverband Ostsee (1918)
Der Sonderverband Ostsee, auch Sonderverband der Ostsee, wurde am 20./21. Februar 1918 als Verband der Kaiserlichen Marine unter dem Konteradmiral Hugo Meurer in Kiel eingerichtet. Der Sonderverband hatte zur Aufgabe den am 3. März 1918 geschlossenen Frieden von Brest-Litowsk durchzusetzen.

## Verbandsgeschichte
Die Zusammensetzung des Sonderverbands war auf den Anforderungen des Unternehmens in drei sogenannten Staffeln (1. Schaffung eines Stützpunktes, 2. Vorbereitung des Hauptunternehmens und 3. Hauptunternehmen) aufgeteilt. Das Hauptunternehmen sah die Ausschiffung der extra für die Unternehmung aufgestellten Ostsee-Division unter Generalmajor Rüdiger von der Goltz vor.
Die Zusammensetzung des Verbands war sehr uneinheitlich, sowohl z. B. in der Bewaffnung als auch in der Seegängigkeit. Zusätzlich waren die Eisverhältnisse ein Problem für die Bewegungsfähigkeit des Sonderverbandes.

### I. Staffel
Die I. Staffel bestand aus:
- Westfalen (Flaggschiff des Sonderverbands), Rheinland
- III. Sperrbrechergruppe (drei älterer, umgerüstete Handelsdampfer)
- 9. Minensuch-Halbflottille (Fischdampfer)
- ein Eisbrecher
- ein Pumpendampfer
- ein Tonnenleger

Die I. Staffel war für die Besetzung eines Stützpunktes in Aaland vorgesehen. Am 28. Februar 1918 lief die I. Staffel von Danzig aus nach Aaland aus. Zusätzlich wurden noch zwei Verkehrsdampfer der I. Staffel zugewiesen. Aufgrund der Eisverhältnisse musste die I. Staffel zwischenzeitlich angehalten werden und wurde dann mit der II. Staffel zusammengelegt. Beide erreichten am 5. März 1918 die Insel Eckerö, wobei die Westfalen die Rückfahrt nach Danzig antrat, um die III. Staffel anzuführen.

### II. Staffel
Die II. Staffel bestand aus:
- Minenkreuzer Nautilus
- Torpedodampfer Gießen
- zwei Torpedoboote der IV. Torpedoboots-Flottille (Wilhelmshaven)
- ein Lazarettschiff
- ein Kohlendampfer

Die II. Staffel war für den Ausbau des Stützpunktes in Aaland vorgesehen. Aufgrund der Eisverhältnisse musste die I. Staffel zwischenzeitlich angehalten werden und wurde dann mit der II. Staffel zusammengelegt. Beide erreichten am 5. März 1918 die Insel Eckerö.

### Besetzung von Eckerö
Nachdem die I. und II. Staffel angelandet war, wurde durch den I. Admiralstabsoffizier Louis Leisler Kiep, welcher auch Chef des Stabes war, eine Vereinbarung mit dem stationierten schwedischen Hilfskorps getroffen. Entgegen der von deutschen Vertretern in Stockholm gemachten Zusicherungen beanspruchten die Deutschen die Kontrolle über beinahe die gesamte Inselgruppe, die diese bis zum 8. März auch erhielt. Das damit einhergehende provokatorische Hissen der Reichskriegsflagge auf dem Zollhaus von Eckerö entfachte in Schweden einen Sturm der Entrüstung.
Das auf den Linienschiffen mitgeführte Jäger-Bataillon 14, einem Teil der Ostsee-Division, unter dem Major Hans Schenck zu Schweinsberg hatte das Kommando über die Etappe übernommen. Das Jäger-Bataillon konnte, da sich die Schweden, trotz der Proteste aufgrund des Hissens der Reichskriegsflagge, umgehend zurückzogen, in der Folge die Ålandinseln besetzen. Die Rheinland blieb vor der Küste und wurde nicht für das Hauptunternehmen in die III. Staffel eingegliedert.
Da die Eisverhältnisse kein Weiterkommen zuließen, musste das Hauptunternehmen geändert werden. Die Häfen von Rauma und Mäntyluoto waren nicht erreichbar, sodass nur Hangö als Ziel infrage kam. Hier sollte das Expeditionskorps abgesetzt werden. Hierfür musste aber eine minenfreie Passage durch das große Sperrgebiet in der nördlichen Ostsee geschaffen werden. Der Suchverband der Ostsee unter Fregattenkapitän Hugo von Rosenberg konnte bis 31. März 1918 die Passage für die III. Staffel herstellen, welche mit Feuerschiffen abgesichert wurde.

### III. Staffel
Die III. Staffel war als Transportverband für das Hauptunternehmen bzw. das Expeditionskorps vorgesehen und bestand aus 10 großen und 2 kleinen Transportdampfern. Am 1. April 1918 begann die Überfahrt, wobei die III. Staffel in zwei Abteilungen auslief und der Gros in mehrere aufgabenbezogene Schiffsgruppen aufgeteilt wurde.
Die III. Staffel hatte an diesem Tag folgende Gliederung:
Vortrupp:
- 4. Minensuch-Halbflottille
- III. Sperrbrechergruppe (aus der I. Staffel)
- Finnischer Eisbrecher Sampo

Gros:
- Westfalen (Flaggschiff des Sonderverbands, aus der I. Staffel)
- Posen (Flaggschiff des Zweiten Admirals des Sonderverbandes, Konteradmiral Hartog): bis 30. April 1918
- zwei Torpedoboote
- Verkehrsdampfer Vorwärts
- Erste Transportgruppe:
  - Kolberg
  - fünf Transportdampfer
- Zweite Transportgruppe:
  - Nautilus (aus der II. Staffel)
  - drei Transportdampfer
- Dritte Transportgruppe:
  - Möve
  - drei Transportdampfer
- Schleppergruppe:
  - ein Pumpendampfer
  - zwei Schlepper mit je einem 500-t-Seeprahm im Schlepp

### Besetzung von Hangö
Am 3. April 1918 in der Nacht erreichte die Westfalen Hangö. Gegen 5 Uhr des gleichen Tages wurde als Vorbereitung für das Einlaufen in den Hafen von Hangö ein Parlamentär auf die Insel Russarö geschickt, um die dortige ehemalige russische Befestigung zu erkunden. Da sich die russische Festungsbesatzung aufgrund des Friedensvertrages von Brest-Litowsk für neutral erklärte, konnte die Ostsee-Division später problemlos in Hangö angelandet werden. Vorher blieben die Linienschiffe aber in Schussreichweite zum Land, um mögliches Batteriefeuer zu erwidern, die Minensucher probierte so gut es bei den Eisverhältnissen ging die Zufahrt in den Hafen von Minen zu befreien und die Wasserflugzeuge, welche auf den Sperrbrechern mitgeführt worden waren, unterstützten den Einsatz aus der Luft. Russarö ergab sich kampflos und so konnte erst die Reichskriegsflagge auf der Signalstation Russarö und später auf dem Leucht- und Wasserturm Hangö gehisst werden. Ein Vertrag zur Übergabe des Hafens von Hangö wurde geschlossen. Die Sperrbrecher und der Eisbrecher Sampo brachen das Packeis vor dem Hafen auf, sodass gegen 7:45 Uhr der Befehl zum Einlaufen der Transportflotte gegeben werden konnte. Die im Hafen befindlichen britischen U-Boote wurden von den eigenen Besatzungen versenkt, das zugehörige Mutterschiff in Brand gesetzt. Das Ausschiffen und die Landnahme des Expeditionskorps, die Ostsee-Division, begann.
Die Minensucher wurden aus dem Hafen abgezogen und erreichten in der Folge eine minenfrei Passage nach Reval. So konnte der Sonderverband von Reval aus nach Helsingfors vorstoßen.

### Auflösung
Mit der Eroberung von Helsingfors wurde am 8. April 1918 die Auflösung des Sonderverbands befohlen. Meurer sprach sich für einen Verbleib der Linienschiffe auf, war aber damit im Widerspruch zum Admiralstab, welcher einen schnellen Abzug unter gleichzeitiger Auflösung des Sonderverbands vorsah. Ende April wurde erst die 4. Minensuch-Halbflottille, dann die III. Sperrbrechergruppe abgezogen, welche alle Verbände der Marinestation der Nordsee betrafen. Nachdem Ende April 1918 das Kommando von Meurer übergeben worden war, verließ er mit den Linienschiffen Finnland. Der Sonderverband bestand damit nur noch aus den Verbänden der Marinestation der Ostsee.
Am 31. Mai 1918 wurde der Sonderverband aufgelöst und einen Tag später der Befehlshaber der Baltischen Gewässer eingerichtet.

## Auswirkungen
Bei der Herstellung der minenfreien Passage nach Hangö gingen zwei Fischdampfer durch Minentreffer verloren, wobei der Transportverband ohne Verlust blieb.
Die Deutschen konnten im Hafen von Hangö ein U-Boot-Mutterschiff und drei englische U-Boote, allerdings waren sie vor der Einnahme versenkt worden, aufbringen.
Später konnte die Kolberg noch den finnischen Eisbrecher Murtaha und den Dampfer Dragsfjörd besetzen und nach Hangö überführen. Der Möve fiel das ehemalige Kanonenboot Bobr in die Hände.

## Führung
Ab 9. April 1918 war Konteradmiral Johannes Hartog II. Admiral des Sonderverbandes und war mit der Vertretung von Meurer beauftragt. Anfang Mai 1918 übernahm Konteradmiral Ludolf von Uslar nebendienstlich; er war Befehlshaber der Marineanlagen in Kurland; die Führung des Sonderverbandes. Am 1. Juni 1918 wurde Konteradmiral von Uslar Befehlshaber über den neu eingerichteten Befehlshaber der baltischen Gewässer, welcher aus dem kurze Zeit vorher aufgelösten Sonderverband aufgestellt worden war.